# Associazione Calcio ChievoVerona 1993-1994
Questa voce raccoglie le informazioni riguardanti l'Associazione Calcio ChievoVerona nelle competizioni ufficiali della stagione 1993-1994.

## Stagione
Nell'estate 1993 la società promuove Alberto Malesani come allenatore principale dal ruolo di vice; con il suo gioco lungimirante, il tecnico ottiene solo quattro sconfitte in tutta la stagione. All'andata non riesce infatti a imporsi in casa di SPAL, Palazzolo e Pistoiese, mentre nel ritorno cede solo tra le mura del Mantova, diretto rivale e in lotta per il vertice, che viene però fermato dal neodeclassato Bologna. All'ultima giornata (29 maggio 1994) la squadra, in lotta per il primo posto e seguita anche da centinaia di tifosi dell'Hellas, espugna il campo della Carrarese per 1-2 e vince il torneo sul fil di lana, conquistando una storica promozione in cadetteria e aprendo le porte al Derby dell'Arena con i blasonati "cugini".

## Rosa
| N. |                   | Ruolo | Calciatore          |
| -- | ----------------- | ----- | ------------------- |
|    | Italia (bandiera) | P     | Matteo Quagini      |
|    | Italia (bandiera) | P     | Enzo Zanin          |
|    | Italia (bandiera) | D     | Maurizio D'Angelo   |
|    | Italia (bandiera) | D     | Ivan Moretto        |
|    | Italia (bandiera) | D     | Fabiano Ballarin    |
|    | Italia (bandiera) | D     | Rolando Maran       |
|    | Italia (bandiera) | D     | Enrico Franchi      |
|    | Italia (bandiera) | D     | Enrico Sala         |
|    | Italia (bandiera) | D     | Riccardo Giacopuzzi |
|    | Italia (bandiera) | C     | Giuliano Gentilini  |

| N. |                   | Ruolo | Calciatore         |
| -- | ----------------- | ----- | ------------------ |
|    | Italia (bandiera) | C     | Maurizio Rinino    |
|    | Italia (bandiera) | C     | Mauro Antonioli    |
|    | Italia (bandiera) | C     | Riccardo Bracaloni |
|    | Italia (bandiera) | C     | Valter Curti       |
|    | Italia (bandiera) | C     | Giovanni Pilato    |
|    | Italia (bandiera) | A     | Riccardo Gori      |
|    | Italia (bandiera) | A     | Michele Cossato    |
|    | Italia (bandiera) | C     | Mauro Perina       |
|    | Italia (bandiera) | A     | Dante Tamagnini    |
|    | Italia (bandiera) | A     | Luca Spatari       |

## Risultati

### Campionato

#### Girone di andata
| 12 settembre 1993 1ª giornata | SPAL | 1 – 0 | Chievo |  |

| 19 settembre 1993 2ª giornata | Chievo | 0 – 0 | Massese |  |

| 26 settembre 1993 3ª giornata | Leffe | 0 – 0 | Chievo |  |

| 3 ottobre 1993 4ª giornata | Chievo | 1 – 0 | Carpi |  |

| 10 ottobre 1993 5ª giornata | Chievo | 1 – 1 | Fiorenzuola |  |

| 17 ottobre 1993 6ª giornata | Bologna | 2 – 2 | Chievo |  |

| 24 ottobre 1993 7ª giornata | Chievo | 0 – 0 | Triestina |  |

| 31 ottobre 1993 8ª giornata | Palazzolo | 1 – 0 | Chievo |  |

| 7 novembre 1993 9ª giornata | Alessandria | 0 – 2 | Chievo |  |

| 14 novembre 1993 10ª giornata | Chievo | 0 – 0 | Mantova |  |

| 21 novembre 1993 11ª giornata | Prato | 0 – 1 | Chievo |  |

| 28 novembre 1993 12ª giornata | Chievo | 1 – 0 | Como |  |

| 5 dicembre 1993 13ª giornata | Pro Sesto | 1 – 3 | Chievo |  |

| 12 dicembre 1993 14ª giornata | Pistoiese | 2 – 1 | Chievo |  |

| 19 dicembre 1993 15ª giornata | Chievo | 1 – 1 | Empoli |  |

| 24 dicembre 1993 16ª giornata | Spezia | 2 – 2 | Chievo |  |

| 15 gennaio 1994 anticipo 17ª giornata | Chievo | 1 – 0 | Carrarese |  |

#### Girone di ritorno
| 23 gennaio 1994 18ª giornata | Chievo | 1 – 0 | SPAL |  |

| 30 gennaio 1994 19ª giornata | Massese | 1 – 2 | Chievo |  |

| 6 febbraio 1994 20ª giornata | Chievo | 1 – 0 | Leffe |  |

| 13 febbraio 1994 21ª giornata | Carpi | 1 – 1 | Chievo |  |

| 20 febbraio 1994 22ª giornata | Fiorenzuola | 1 – 2 | Chievo |  |

| 6 marzo 1994 23ª giornata | Chievo | 1 – 0 | Bologna |  |

| 13 marzo 1994 24ª giornata | Triestina | 1 – 1 | Chievo |  |

| 20 marzo 1994 25ª giornata | Chievo | 5 – 1 | Palazzolo |  |

| 27 marzo 1994 26ª giornata | Chievo | 1 – 0 | Alessandria |  |

| 10 aprile 1994 27ª giornata | Mantova | 2 – 0 | Chievo |  |

| 17 aprile 1994 28ª giornata | Chievo | 3 – 1 | Prato |  |

| 24 aprile 1994 29ª giornata | Como | 1 – 1 | Chievo |  |

| 1º maggio 1994 30ª giornata | Chievo | 1 – 0 | Pro Sesto |  |

| 8 maggio 1994 31ª giornata | Chievo | 3 – 0 | Pistoiese |  |

| 15 maggio 1994 32ª giornata | Empoli | 1 – 2 | Chievo |  |

| 22 maggio 1994 33ª giornata | Chievo | 3 – 1 | Spezia |  |

| 29 maggio 1994 34ª giornata | Carrarese | 1 – 2 | Chievo |  |